# Lamina densa
La lamina densa è una struttura filamentosa che si trova al di sotto della lamina lucida (o lamina rara), tra l'epidermide e il derma della pelle, sotto alle cellule epiteliali. Al contrario di quest'ultima, che è spessa pochi nm (circa 10-50), la lamina densa è più spessa (circa 20-300 nm). Insieme, le due costituiscono la membrana basale vera e propria che ha il compito di separare strutturalmente (non funzionalmente) l'epitelio dal sottostante tessuto connettivo.
Sintetizzata dalle cellule basali dell'epidermide, è composta da Collagene di tipi IV, fibrille di ancoraggio fatte di collagene di tipo VII e microfibrille dermiche.